# Charles Yerkes
Charles Tyson Yerkes (25. června 1837 Filadelfie – 29. prosince 1905 New York City) byl americký podnikatel a finančník. Sehrál důležitou roli ve vývoji systémů hromadné dopravy v Chicagu a Londýně. Bývá zařazován mezi tzv. loupežné barony, jelikož se mnohdy neváhal uchýlit k nemorálním či nezákonným praktikám pro dosažení finančního prospěchu.

## Biografie
Yerkes se narodil 25. června 1837 do kvakerské rodiny v Northern Liberties, čtvrti dnešní Filadelfie. Jeho matka, Elizabeth Link Yerkes, zemřela na horečku omladnic když mu bylo pět let. Jeho otec se brzy poté znovu oženil, a to s ženou mimo kvakerské vyznání, a proto byl ze Společnosti přátel vyloučen. Poté co ukončil dvouletý kurz na Central High School ve Filadelfii, začal Yerkes v sedmnácti letech svou kariéru u místního obchodníka s obilím. Počínal si tak dobře, že na konci prvního roku dostal od svých zaměstnavatelů padesát dolarů odměny (tehdy bylo zvykem učňům vůbec žádný plat nedávat). V roce 1859 jako dvaadvacetiletý založil vlastní makléřskou firmu a zaregistroval se na Philadelphia Stock Exchange.
Do roku 1865 se začal věnovat bankovnictví a specializoval se na prodej komunálních, státních a vládních dluhopisů. Díky kontaktům svého otce, prezidenta banky, svým politickým známostem a vlastnímu obchodnímu umu si Yerkes postupně vybudoval pověst uznávaného podnikatele. Během svého působení v roli finančního zástupce pokladníka města Filadelfie riskoval veřejné prostředky ve velké spekulaci s akciemi. Tato spekulace skončila katastrofálně kvůli panice na finančním trhu, kterou způsobil Velký požár Chicaga v roce 1871. Yerkes se ocitl v platební neschopnosti a nebyl schopen uhradit své závazky vůči městu. Byl odsouzen za zpronevěru a potrestán třiatřicetiměsíčním vězením.
Yerkes nakonec ve vězení zůstal jen sedm měsíců. Ve snaze vyhnout se vězení se pokusil vydírat dva vlivné politiky z Pensylvánie. Plán vydírání zprvu selhal, kompromitující informace se nakonec dostaly na veřejnost. Politici, včetně tehdejšího prezidenta Granta, se obávali, že zveřejnění těchto informací by mohlo ohrozit jejich šance v nadcházejících volbách. Byla mu přislíbena milost, pokud odvolá svá obvinění. Na tuto dohodu přistoupil a byl propuštěn.

### V Chicagu
V roce 1881 Yerkes odcestoval do města Fargo v Teritoriu Dakota, aby se rozvedl se svou manželkou. Později toho roku se znovu oženil a přestěhoval do Chicaga. V Chicagu si otevřel makléřskou firmu zaměřenou na akcie a obchod s obilím, ale brzy se začal podílet na plánování městského systému veřejné dopravy. V roce 1886 Yerkes se svými obchodními partnery pomocí složitého finančního manévru získal kontrolu nad společností North Chicago Street Railway a následně uskutečnil sérii dalších převzetí, až nakonec ovládl většinu systému tramvajové dopravy v severní a západní části Chicaga, prakticky bez vynaložení jediného vlastního dolaru.

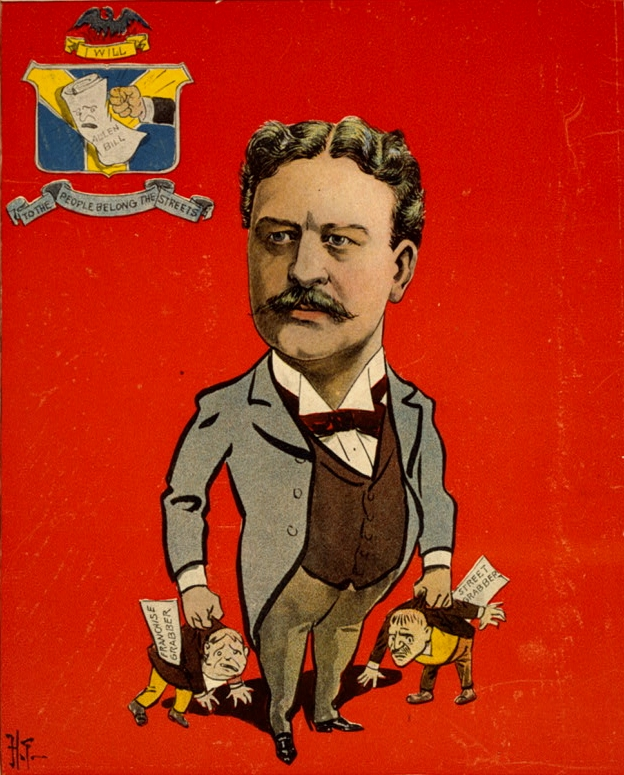
Karikatura z roku 1899 zobrazující chicagského starostu Cartera Harrisona IV, jak bojuje proti tzv. „Allen bill“, podepsanému guvernérem Johnem Riley Tannerem, který dal kontrolu nad městskou dopravou v Chicagu do rukou Yerkese.

Na tratích ve svém vlastnictví provedl výrazná fyzická zlepšení: nahradil tramvaje tažené koňmi lanovou trakcí, rozšířil postupně síť o cca 800 km tratí a zavedl elektrický pohon na cca 380 km. Mimoto postavil klíčovou část systému: okruh „The Loop“, který obkružuje centrum Chicaga a je klíčovou částí sítě současného Metra v Chicagu.
K dosažení svých cílů se Yerkes neštítil používat úplatky, vydírání a další podobné praktiky. Často se uchyloval k uplácení, aby získal koncese od městské rady pro své společnosti. Když úplatky nezabraly, neváhal zaměstnat ženy, jejichž úkolem bylo zákonodárce svést, aby je mohl následně vydírat. Pokud selhal i tento postup, obvykle jednoduše odkoupil konkurenční společnost a začlenil ji do svého vlastního koncernu. Kvůli tomu začal Yerkesův veřejný obraz výrazně upadat. Jeho okázalý způsob života zároveň přispíval k vnímání jeho osoby jako tzv. loupežného barona.
Ve snaze vylepšit svou reputaci se Yerkes v roce 1892 rozhodl vyhovět žádosti astronoma George Elleryho Halea a financovat sestavení čočkového dalekohledu, největšího svého druhu na světě. Původně plánoval financovat pouze dalekohled, ale nakonec souhlasil, že zaplatí výstavbu celé observatoře. Celkem přispěl Chicagské univerzitě více než 300 000 dolarů na zřízení Yerkesovy observatoře ve Williams Bay (Wisconsin).
V roce 1895 Yerkes koupil list Chicago Inter Ocean, jenž následně využíval jako nástroj ve svých politických bojích.
V roce 1899 se Yerkes rozhodl středozápad opustit. Prodal svůj podíl v Chicagských dopravních společnostech v celkově hodnotě asi 20 milionů dolarů a stáhl se do New Yorku. V New Yorku vlastnil honosnou vilu na Fifth Avenue nedaleko Central Parku, kam přesunul celou svou sbírku umění.

### Sběratel umění

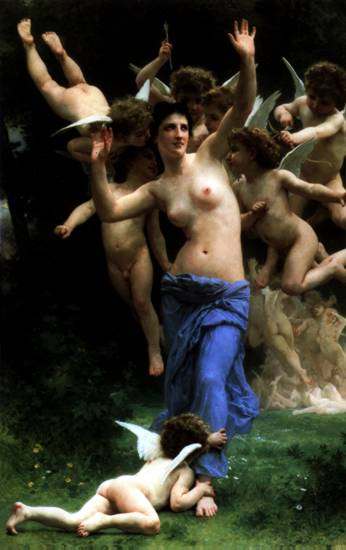
Obraz „Invaze kupidů“ od malíře Bouguereaua z roku 1892 zakoupil Yerkes po Světové výstavě 1893.

Zatímco pobýval v Chicagu, stal se z Yerkese sběratel umění. Při svých nákupech se spoléhal na doporučení kurátorky Sarah Tyson Hallowellové (1846–1924). Ta mu po World’s Columbian Exposition představila několik děl od Auguste Rodina, které byly součástí expozice francouzského umění. Protože díla zpracovávala kontroverzní námět, Yerkes je zpočátku odmítl. Brzy ale změnil názor a získal dvě Rodinovy mramorové sochy, Amor a Psyché a Orfeus, do své vily v Chicagu. Jednalo se o vůbec první Rodinova díla prodaná americkému sběrateli. Yerkesova sbírka zahrnovala také obrazy Franse Halse, díla francouzských akademických malířů (například Pygmalion a Galatea od Jeana-Léona Gérôma), práce Williama-Adolpha Bouguereaua a tvorbu členů barbizonské školy. V roce 1904 publikoval Yerkes dvoudílný katalog své sbírky, která se tehdy již nacházela v New Yorku.

### V Londýně
Již předtím, než se Yerkes rozloučil s Chicagem, přijal ve své kanceláři dva Angličany. Jednalo se o zástupce Charing Cross, Euston and Hampstead Railway (dnešní Northern Line), která v Londýně plánovala vybudovat asi 8 km dlouhou podzemní linku metra spojující centrum města se severními předměstími. Linka byla schválena parlamentem v roce 1893. Yerkes jim mohl poskytnout tolik potřebné finance, aby mohla být linka skutečně postavena. Američan nějakou dobu váhal, ale nabídka jej lákala. Londýn znal dobře a potřebu takové linky si uvědomoval. V roce 1900 se projel kolem trasy plánované linky v koňském povozu a následně si prohlédl město z vrcholku Hampstead Heath. Šestimilionový Londýn tehdy byl největším městem na světě a jeho centrum bylo velmi hustě osídlené. Yerkes byl pravděpodobně již nějakou dobu rozhodnutý, že na příležitost kývne. Pohled na Londýn však definitivně rozhodl. Viděl zde velký potenciál pro investice do železniční dopravy. Londýn byl pro něj „zlatý důl“ čekající na to, aby se jej zmocnil.
V roce 1902 založil společnost Underground Electric Railways Company of London, aby převzal kontrolu nad District Railway (současná District Line). Do února 1901 nakoupil akcie této železniční společnosti o celkové hodnotě 3 miliony dolarů, což byla téměř většina. Spoluprací s dalšími akcionáři se mu povedlo kompletně převzít kontrolu nad společností. Kromě District Railway a Charing Cross, Euston and Hampstead Railway se Yerkes zmocnil částečně postavených Baker Street and Waterloo Railway (Bakerloo Line) a Great Northern, Piccadilly and Brompton Railway (Piccadilly Line). Yerkes využil složité finanční triky podobné těm, které uplatňoval ve Spojených státech, aby získal prostředky potřebné na výstavbu těchto nových tratí a elektrifikaci District Railway. Yerkes se otevření „svých“ linek metra nedožil, jelikož k tomu došlo v letech 1906 a 1907.

### Úmrtí a odkaz

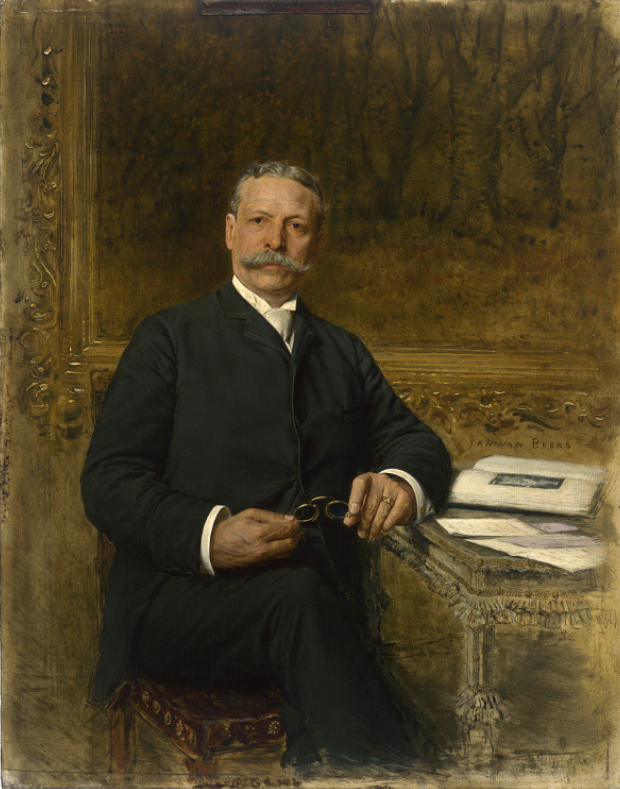
Portrét Charlese Yerkese (Jan van Beers, cca 1893)

Yerkes zemřel 29. prosince 1905 v hotelu Waldorf Astoria v New Yorku po šestitýdenním zápasu s onemocněním ledvin. Pohřben byl do hrobky na hřbitově Green-Wood v Brooklynu.
Jeho život posloužil jako předloha pro postavu Franka Cowperwooda v románech Finančník, Titán a Stoik spisovatele Theodora Dreisera.
Vzhledem k jeho finančním příspěvkům na poli astronomie byl v roce 1935 na jeho počest pojmenován kráter Yerkes na Měsíci.